# 租税法
租税法（そぜいほう、英語: Tax Law、ドイツ語: Steuerrecht、フランス語: Droit Fiscal）または税法とは、租税に関する法の全体の総称である。

## 歴史
ドイツ、アメリカ等では第一次世界大戦後、日本では第二次世界大戦後、解決を要する法律問題の増大を背景として展開した。これは、福祉国家の名のもとに財政需要が拡大し、大衆課税が浸透した結果、租税を巡って国家と国民との間の緊張関係が高まり、争訟が急増したためである。とりわけ1990年代以降には大型訴訟が相次ぎ、社会的需要の大きさが認知された。今日では私的取引との相互関係をより重視する機能的な体系や、公共経済学やファイナンス理論の知見を活かした見方を前面に押し出すものが有力になっている。

## 体系
租税法（学）は、大きく租税法序説、租税実体法、租税手続法、租税訴訟法、租税処罰法の5つに分類される。
租税法序説（税法基礎理論、租税基礎法）
租税法全体に関する基本的な問題を扱う部分。
租税実体法（租税債務法）
納税義務者、課税物件、課税標準、税率等の納税義務（租税債務）が成立するための要件（課税要件）を扱う部分。所得税法、法人税法、相続税法等といった個々の租税法が該当する。
租税手続法（租税行政法）
納税義務の確定・履行、租税の徴収の手続きに関する内容を扱う部分。国税通則法、国税徴収法が該当する。
租税訴訟法（租税救済法）
租税法に基づく更正や決定等の各種処分に対する訴訟等に関する救済制度の内容を扱う部分。個々の租税法や国税通則法の関連規定等が該当する。
租税処罰法（租税制裁法）
租税犯とその処罰に関する内容を扱う部分。個々の租税法や国税通則法の関連規定等が該当する。
また、上記区分のほか、「租税実体法」「租税手続法」の2つに大別する考えや、「租税実体法」「租税手続法」「租税処罰法」の3つに大別する考えがある。

## 租税法律関係
国家と国民の間の租税を取り巻く法律関係を租税法律関係（ドイツ語: Steuerrechtsverhältnis）といい、租税法学は租税法律関係の体系的・理論的研究を目的とする法分野ともされる。

### 性質
租税法律関係の性質については、その関係を、権力関係（ドイツ語: Gewaltverhältnis）と見る租税権力関係説と、債務関係（ドイツ語: Schuldverhältnis）と見る租税債務関係説の2つの学説が対立している。
租税権力関係説
オットー・マイヤーを中心とするドイツの行政法学者間の伝統的な学説であり、租税債務関係を国民が国家の課税権に服従する関係、国家に対して優越的な地位を与える関係とみる考え方である。
租税債務関係説
アルベルト・ヘンゼルにより主張された学説であり、国家と国民が法律の下で債権者と債務者という対等な債権債務の関係、つまりとする考え方である。
ドイツでは、1926年3月30日のドイツ国法学者協会において、「公法の概念構成に対する租税法の影響」というテーマの下に、アルベルト・ヘンゼル（ドイツ語: Albert Hensel (Rechtswissenschaftler)）が租税債務関係説の立場に立った報告を行い、オットマール・ビューラー（ドイツ語: Ottmar Bühler）が租税権力関係説の立場に立った報告を行ったことにより、この2つの学説が明確化し、対立することとなった。
租税法律関係は、いずれかの学説に一元的に性質づけることは適切ではないが、日本の租税法学においては租税債務関係説を中心として体系化している。

### 特色
租税法律関係の中心は上述のように債務関係であるが、以下のような私法上の債務関係と異なる特質を持っている。
法定債務
租税債務は法定債務であり、私法上の債務とは違い、当事者の合意によってその内容が決まるわけではない。
公法上の法律関係
租税法律関係は公法上の法律関係であり、租税法律関係に関する訴訟は行政訴訟とされ行政事件訴訟法の適用を受ける。
種々の特権
租税の確定や徴収は公平・確実・迅速に行う必要があるため、債権者である国家の側に、私法上の債権者にはない種々の特権が留保されている。

## 基本原則
租税法全体を支配する基本原則として、日本国憲法第30条及び日本国憲法第84条に規定された、課税権の行使方法に関する「租税法律主義」と、日本国憲法第14条に規定された、法の下の平等に基礎づけられる「租税公平主義（租税平等主義）」の2つが挙げられる。ただし、地方税及び関税については、租税法律主義の例外となる。
地方税については、日本国憲法第92条及び日本国憲法第94条に規定された、地方自治の課税権を認める「自主財政主義（地方条例主義）」が基本原則として挙げられる。
関税については、関税法第3条により条約の定めによることが認められている。

## 法源

### 日本
日本の租税法の法源は、憲法、法律、政令、省令、告示、条例、規則等の国内法源と、条約等の国際法源がある。
憲法
日本国憲法において租税に関して重要な条項は、租税法律主義を規定する第30条、第84条と、租税公平主義を規定する第14条である。なお、憲法を法源としない考え方もある。
法律
租税法律主義の原則により、租税に関する事項は法律で規定しなければならないため、法律が租税法の法源の中心となる。
命令（政令・省令）
租税法においても命令が認められ、法律と並ぶ法源となっている。
告示
租税法に関する告示の一部には、法律に定める課税要件の規定が補充される場合があり、そうした告示も法源の一種とされる。
条例・規則
地方公共団体が地方税の賦課・徴収をするには、地方税法の規定に基づき、地方税の税目等を条例に定め、その条例の施行に関して必要な事項を規則で定める必要があるため、地方税法の法源となる。
条約
国際間の二重課税を防止すること等を目的として、諸外国との間に租税条約が締結されており、これも法源となる。
判例
最高裁判所の判例の積み重ねによって判例法が形成されているような場合には、判例も租税法の法源の一種として認められている面もあるが、法律そのものではないため、租税法律主義の観点から、その法源性は限定的だとされる。
なお、下記のものは法源とされない。
通達
通達（特に租税法の解釈に関する通達）は、実際の租税に関する業務や問題解決に利用され、その果たす機能は大きいが、あくまでも行政組織内部で拘束力を有する命令・指令であり、国民に対して拘束力を持つ法令ではないため、租税法の法源とはならない。

### アメリカ合衆国
また、アメリカの租税法は、連邦政府が課税権を有しており、さらに各州政府は連邦政府と別に独自の課税権を有し、郡等の地方自治体政府も州政府の許容範囲内において課税権を有している。アメリカの連邦税法の法源には、内国歳入法、規則、個別通達、判例、条約が挙げられる。連邦制の下で、州税（日本の地方税に相当）については、州法が規律する。
内国歳入法（Internal Revenue Code）
アメリカの連邦税（日本の国税に相当）については、日本の所得税法、法人税法、消費税法等のように独立した法律となっておらず、内国歳入法に一本化されている。
規則（Regulations）
アメリカ合衆国財務省（Department of Treasury）が発行する内国歳入法に対する解釈等を示したものであり、最高裁判所により違法判決が出されない限りは法的拘束力を有する。日本の命令や通達に近いものである。
個別通達（Revenue Rulings）
アメリカ合衆国内国歳入庁（Internal Revenue Service）が発行する規則の具体的処理方法等を示したものである。
判例（Court decisions）
英国法を継承しているため、判例も強い影響力を有する。
条約（Tax treaty）
アメリカでは、日本と同様に諸外国との間に租税条約を締結しているが、日本と違い、国内法と国際間条約が同順位となり、後法優先となる。また、州によっては、租税条約に反する規定を有している場合がある。

## 適用範囲
租税法の効力が及ぶ範囲については、地域、人、時間の3つの観点がある。
地域的限界（地域的適用範囲）
租税法は、租税法を制定した国または地方公共団体の権限が及ぶ全地域に対して効力を有する。
人的限界（人的適用範囲）
租税法は、租税法の効力の及ぶ地域内のすべての者に対して効力を有する。
時間的限界（時間的適用範囲）
租税法は、施行によって効力を有する。

## 法解釈
租税法は、国民（納税義務者）の財産権の侵害規範であり、租税法律主義の原則が働くため、その法解釈は原則として、法文に基づく文理解釈とすべきで、類推解釈や拡張解釈を行うことは許されないとされる。ただし、文理解釈により規定内容を明らかにすることが困難な場合において、その趣旨・目的に照らした目的論的解釈を行うこととなる。
租税法の解釈原理として、“in dubio pro fisco”（疑わしきは国庫の利益に／納税者の不利益に）と、“in dubio contra fiscum”（疑わしきは国庫の不利益に／納税者の利益に）という2つの見解がある。前者を主張する者はおらず、その解釈原理も成り立たない。後者については、法文の意義について疑わしい場合にその解釈することを放棄することは、その法を適用する者の義務を放棄することであり、租税法の解釈原理としては成り立たないとされるが、租税法の解釈に関して1つの法令に対し複数の解釈が成り立ちどちらかを選択する必要が出た場合には、租税法律主義（課税要件明確主義）に反していることになりその規定が無効となるため、結果的に後者の解釈原理が成り立つこととなる。
1976年末に廃止された西ドイツの「旧租税調整法（ドイツ語: Steueranpassungsgesetz）」の第1条第2項では、「租税法律の解釈に当たっては、国民思想、租税法律の目的及び経済的意義、並びに諸関係の発展を考慮しなければならない」と規定されていた。この租税法の解釈にあたって経済的意義を考慮しなければならないという考え方は、「経済的観察法」と呼ばれる。

### 概念
租税は市民生活秩序を前提とする私的経済取引を対象とするものであるため、租税法ではそうしたものを対象とする他の法律の用語や概念を用いて規定することも多く、租税法で用いる概念には借用概念（他の法分野の概念）と固有概念（租税法独自の概念）の2種類がある。
借用概念
借用概念とは、他の法分野（特に民法・商法等の私法）で用いられる概念をいう。借用概念については、それを他の法分野と同じ意義で用いるか、租税法の立場から異なる意義で用いるかが問題となる。ドイツでは、第二次世界大戦後、原則として同じ意義として解釈するべきであるという見解が支配的である。日本では、統一説・独立説・目的適合説の3つの見解が対立しているが、租税法が他の（本来の）法分野の概念を取り込んで用いている以上は、本来の法分野の意義を知っていることが前提となり、法的安定性の見地からは、異なる意義を用いる旨の特別の規定がある場合を除き、原則として本来の法分野と同じ意義に解釈することが好ましいとされる。
固有概念
固有概念とは、借用概念に対する租税法独自の概念をいう。固有概念は、他の法分野とは無関係に租税法独自の見地からその意義を決められる。ただし、固有概念の意義は客観的に捉えられるものでなければならず、課税上の合理性が存在しない固有概念は、日本国憲法第14条等に違反するため無効とされる。

## 租税法学
租税法を研究対象とする学問である租税法学（税法学）は、実用法学的方法と法社会学的方法を併用して研究される。
第二次世界大戦前においては、行政法各論の1つとして法学的研究が行われていた。戦前の代表的な研究者に田中勝次郎（1886-1973）や、杉村章三郎（1900-1991）がいる。
第二次世界大戦後、シャウプ勧告によって大学の法学部に租税法の講座を設ける旨の勧告がされ、東京大学と京都大学を始めとして本格的な研究と教育が開始され、行政法学から独立した法学の研究領域として発展した。

### 隣接科学
租税法学は法学の一種であるが、租税に関する現象は様々な社会現象と交錯しているため様々な学問分野と関係を持ち、特に次の研究分野などと深い関係を持つ。
憲法学
租税に関する立法及び執行は全て日本国憲法の下にあるため、租税法上の諸問題については憲法の諸規定を研究する必要がある。
行政法学
租税法学は行政法学から独立したものであり、租税手続きは行政手続きの一種であるから、特に租税手続法の研究は行政法学と密接な関係がある。
私法学・民事法学
租税は民法や会社法などに規定された私人の経済活動が対象となるため、私法とは極めて深い関係を持つ。
租税政策学
租税政策学とは、財政学と租税法学の中間に位置し、租税の分野における立法学である。
財政学
財政学における租税論は、経済学の観点から租税制度の経済学的側面を研究するものであり、租税制度や租税の立法過程に対して重要な影響を与える。
会計学
会計学のうち企業の財政状態や利益を測定する計算原理や計算制度を研究するもののうち、企業の利益となる課税所得の算定に関する部分を租税会計論という。

## 国際租税法
国際的な経済活動・経済取引に対する課税を国際課税といい、国際課税に関する法を国際租税法（英語: International Tax Law）という。国際租税法には、貿易や投資などの国境を超えて行われる取引に関する国内法のほか、租税条約や外国の関連法令も含まれる。国際租税法は、適正な課税の実現を行わなければならないとされており、適正な課税とは、「円滑な国際取引の障害にならない課税」というだけではなく、「世界的効率（租税の中立性）」「国際的公平」「納税者間の公平」といった理念に沿う課税でなければならないとされる。
課税権は国家主権の重要な要素とされ、国際法上においても主権国家の課税権を制約するものはないとされる。そのため、基本的には国内取引と変わらないが、一切の調整を行わなければ、国際取引では1つの取引に対して複数の国が課税を行うこととなってしまう。そのため、各国は国際的二重課税を回避し、国際的な課税秩序の確立のために、国内法の規定や租税条約の締結などにより課税権を調整する。
また、国際的経済活動においては、資金洗浄やタックス・ヘイヴンなど、各国の法令や制度の相違を利用した国際的な脱税や租税回避が行われることが多く、その防止策として国内法や租税条約において措置を講ずることが必要となる。
国際租税法の法源としては、自国の国内法、租税条約、外国の国内法、国際法の4つが挙げられる。
日本においては、国内法については外国税額控除制度、過少資本税制、移転価格税制、タックスヘイヴン対策税制などを規定しており、租税条約については2020年（令和2年）11月1日時点において65本の租税条約が74の国・地域において適用され、それを含めた78の租税条約等が141の国・地域において適用されている。

## 試験科目
法律や会計に関する資格試験においては、「租税法」の科目が設けられているものがある。
- 司法試験においては選択科目の1つとしてある[75]。
- 公認会計士試験においては論文式試験の1科目として[76]、「租税法」が設けられている。

- 税理士試験において「租税法」という試験科目はないが、「所得税法」「法人税法」「相続税法」「消費税法」「酒税法」「国税徴収法」「住民税」「事業税」「固定資産税」の9科目を総称して「税法に属する科目」と呼んでいる[77]。税理士資格については、 国税審議会へ法人税法等についての修士論文を提出（大学院免除）することで、税理士資格を取得する者が多数である。

- 通関士試験において「租税法」という試験科目はないが、科目の1つに「関税法、関税定率法その他関税に関する法律及び外国為替及び外国貿易法（同法第6章に係る部分に限る。）」がある[78]。

## 国家公務員
- 国税専門官はその職務において租税法を取り扱う代表的な国家公務員の職種である。国税専門官試験を経て採用後、税務大学校での研修を経て国税専門官となる。国税専門官は勤務年数等の条件を充足すると税理士資格が付与されること等から、多くの租税法専攻する学生が国税専門官になっている。